# 願教寺
願教寺（がんきょうじ）は、岩手県盛岡市北山1丁目に所在する浄土真宗本願寺派寺院。山号は北峰山。「盛岡砂子」では盛岡藩主南部重直火葬地とされる。また藩主南部利済が一時期、出家していた寺院でもある。

## 歴史
「盛岡砂子」では開山は源頼政の子孫の某としている。また、寺伝では慶安年中に出羽国善証寺15世の浄信房が浅岸村に草創したとある。寛文4年（1664年）に南部重直が死去するとその火葬地となる。寛文10年（1670年）の中津川洪水で流失したために南部重信の代で現在地に移転した。

文化13年（1816年）に火災により、堂宇が灰燼と化した。文政3年（1820年）に藩命により、南部利謹の子で当寺に出家していた浄祐が還俗し、文政8年（1825年）に南部利用の家督を継承するが、これが南部利済である。利済は弘化2年（1846年）に寺域を拡大し、堂宇を造営して再建した。